# Luciano Monari
Luciano Monari (ur. 28 marca 1942 w Sassuolo) – włoski duchowny katolicki, biskup Brescii w latach 2007–2017.

## Życiorys
Święcenia kapłańskie otrzymał 20 czerwca 1965 i został inkardynowany do diecezji Reggio Emilia. Był m.in. diecezjalnym asystentem Akcji Katolickiej, wykładowcą i ojcem duchownym diecezjalnego seminarium oraz dyrektorem instytutu teologicznego w Reggio Emilia.
23 czerwca 1995 papież Jan Paweł II mianował go ordynariuszem diecezji Piacenza-Bobbio. Sakry biskupiej udzielił mu ówczesny Wikariusz Rzymu - Camillo Ruini.
19 lipca 2007 został ordynariuszem diecezji Brescii.
12 lipca przeszedł na emeryturę, a jego następcą został ogłoszony biskup Pierantonio Tremolada.